# Gamay
Il Gamay è un vitigno a bacca nera autoctono della Borgogna diffuso anche in Italia principalmente in Valle d'Aosta, Friuli, Piemonte (ma non va confuso con il "Gamay" coltivato nei pressi del Lago Trasimeno, in realtà una varietà di Grenache).
I grappoli hanno dimensione medio-piccola con forma conica ed acini tendenti all'ellissoidale. In Francia viene utilizzato nella produzione del Beaujolais.
Il vino che si ottiene dal vitigno Gamay è di colore rosso rubino con riflessi violacei. Al palato è vinoso, fruttato, fragrante.

## Storia
Si pensa che l'uva Gamay sia apparsa per la prima volta nel villaggio di Gamay, a sud di Beaune, nel 1360. L'uva ha portato sollievo ai viticoltori del villaggio dopo il declino della peste nera. A differenza del Pinot nero, il Gamay maturava due settimane prima ed era più facile da coltivare. Ha anche prodotto un vino forte e fruttato con rese significativamente maggiori. Nel luglio del 1395, il duca di Borgogna Filippo il Temerario mise fuori legge la coltivazione dell'uva, definendola il "gaamez sleale" che nonostante la sua capacità di crescere in abbondanza era pieno di "grandissima e orribile durezza", anche per l'occupazione da parte del vitigno di terreni che potrebbero essere utilizzati per il più "elegante" Pinot Nero. Sessant'anni dopo Filippo il Buono emanò un altro editto contro Gamay in cui affermava che il motivo del divieto è che "I duchi di Borgogna sono conosciuti come i signori dei migliori vini della cristianità. Manterremo la nostra reputazione".

## Caratteristiche

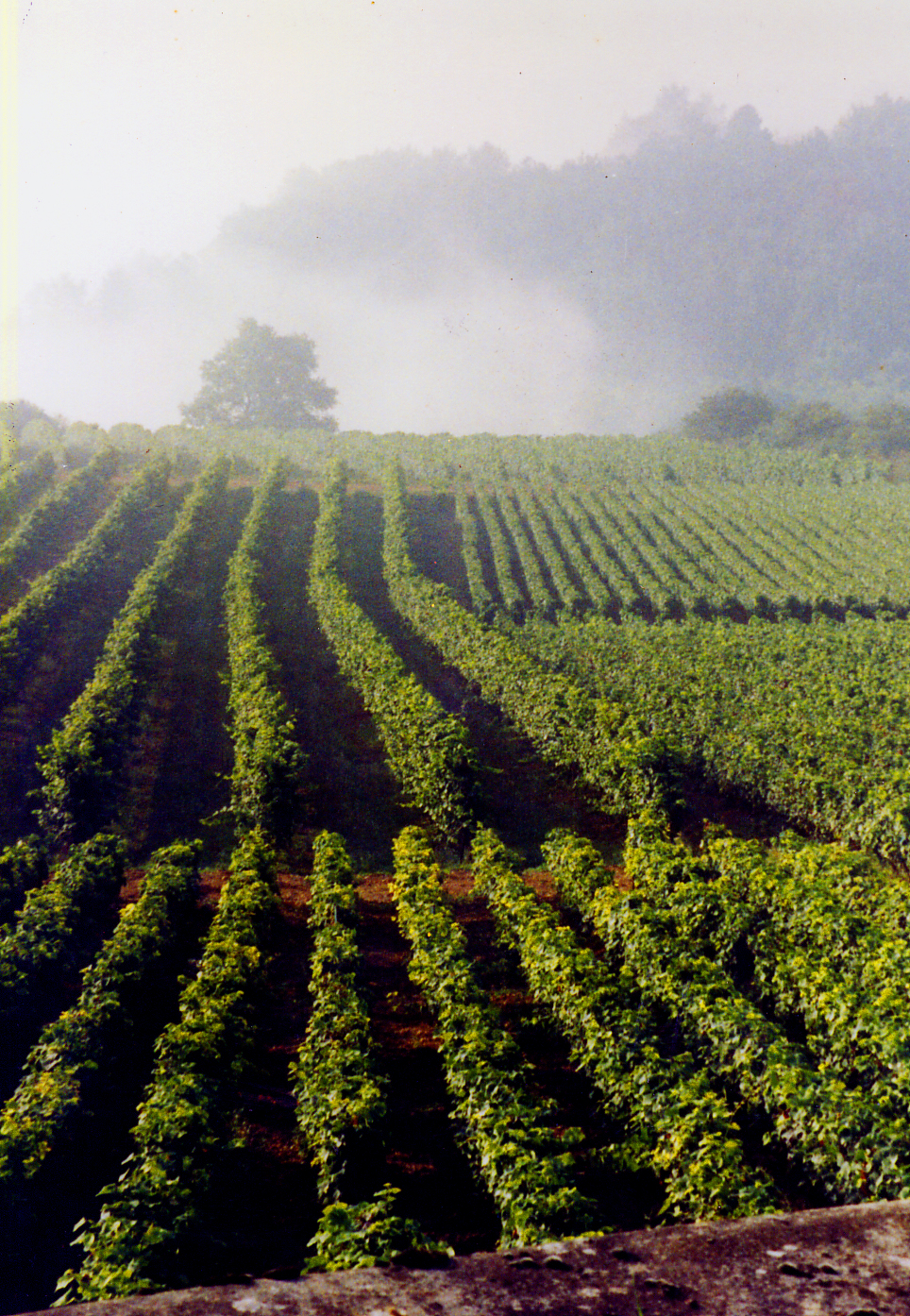
Vigneto a La Rochepot, Hautes-Côtes de Beaune. Le file ravvicinate in primo piano sono Gamay; sullo sfondo filari più distanziati di Pinot nero.

Il Gamay è un vitigno molto vigoroso che tende a non radicare molto in profondità su terreni alcalini determinando uno stress idrologico pronunciato sulle viti durante la stagione vegetativa con un corrispondente livello di acidità delle uve. L'acidità viene ammorbidita attraverso la macerazione carbonica, un processo che consente anche alle vibranti espressioni giovanili del frutto che ricordano le luminose fragole e lamponi schiacciati, oltre a profonde note floreali di lillà e violette.